# Lindernia viguieri
Lindernia viguieri är en tvåhjärtbladig växtart som först beskrevs av Bonati, och fick sitt nu gällande namn av Eb. Fischer. Lindernia viguieri ingår i släktet Lindernia och familjen Linderniaceae. Inga underarter finns listade i Catalogue of Life.